# 高原郡
高原郡（：／ Kowŏn gun */?）是朝鮮民主主義人民共和國咸鏡南道的南部一個郡，南鄰江原道。西高東低，東部為金野江、箭灘江、德池江等沖積的金野平原。面積250平方公里，2008年人口94,963人。下分1邑、1勞動者區、18里。
1413年改稱高原。